# Pathé Ciss
Pathé Ciss (Dakar, 1994. március 16. –) szenegáli válogatott labdarúgó, a spanyol Rayo Vallecano középpályása.

## Pályafutása

### Klubcsapatokban
Ciss a szenegáli fővárosban, Dakarban született. Az ifjúsági pályafutását a horvát Dinamo Zagreb akadémiájánál kezdte.
2014-ben mutatkozott a Diambars felnőtt csapatában. 2017-ben a portugál União Madeira szerződtette. A 2018–19-es szezonban a Famalicão, majd a 2019–20-as szezonban a spanyol másodosztályban szereplő Fuenlabrada csapatánál szerepelt kölcsönben. A lehetőséggel élve, 2020-ban a spanyol klubhoz igazolt. 2021. július 28-án négyéves szerződést kötött az első osztályú Rayo Vallecano együttesével. Először a 2021. augusztus 15-ei, Sevilla ellen 3–0-ra elvesztett mérkőzés 61. percében, Isi Palazón cseréjeként lépett pályára. Első gólját 2021. szeptember 18-án, a Getafe ellen hazai pályán 3–0-ra megnyert találkozón szerezte meg.

### A válogatottban
2022-ben debütált a szenegáli válogatottban. Először a 2022. szeptember 24-ei, Bolívia ellen 2–0-ra megnyert mérkőzésen lépett pályára.

## Statisztikák
2023. március 18. szerint
| Klub                     | Szezon   | Osztály          | Bajnokság | Bajnokság | Kupa és Ligakupa | Kupa és Ligakupa | Nemzetközi | Nemzetközi | Összesen | Összesen |
| Klub                     | Szezon   | Osztály          | Meccs     | Gól       | Meccs            | Gól              | Meccs      | Gól        | Meccs    | Gól      |
| ------------------------ | -------- | ---------------- | --------- | --------- | ---------------- | ---------------- | ---------- | ---------- | -------- | -------- |
| União Madeira            | 2017–18  | LigaPro          | 30        | 2         | 3                | 0                | —          | —          | 33       | 2        |
| Famalicão (kölcsönben)   | 2018–19  | LigaPro          | 28        | 4         | 0                | 0                | —          | —          | 28       | 4        |
| Fuenlabrada (kölcsönben) | 2019–20  | Segunda División | 20        | 3         | 2                | 0                | —          | —          | 22       | 3        |
| Fuenlabrada              | 2020–21  | Segunda División | 30        | 3         | 1                | 0                | —          | —          | 31       | 3        |
| Fuenlabrada              | Összesen | Összesen         | 50        | 6         | 3                | 0                | 0          | 0          | 53       | 6        |
| Rayo Vallecano           | 2021–22  | La Liga          | 31        | 2         | 5                | 1                | —          | —          | 36       | 3        |
| Rayo Vallecano           | 2022–23  | La Liga          | 24        | 1         | 1                | 0                | —          | —          | 25       | 1        |
| Rayo Vallecano           | Összesen | Összesen         | 55        | 3         | 6                | 1                | 0          | 0          | 61       | 4        |
| Összesen                 | Összesen | Összesen         | 163       | 15        | 12               | 1                | 0          | 0          | 175      | 16       |

### A válogatottban
| Válogatott | Év       | Pályára lépés | Gól |
| ---------- | -------- | ------------- | --- |
| Szenegál   | 2022     | 4             | 0   |
| Szenegál   | 2023     | 2             | 0   |
| Összesen   | Összesen | 6             | 0   |

## Sikerei, díjai
Famalicão
- LigaPro
  - Feljutó (1): 2018–19